# Kalophrynus menglienicus
Kalophrynus menglienicus là một loài ếch trong họ Nhái bầu.
Nó được tìm thấy ở Trung Quốc và có thể cả Miến Điện.
Các môi trường sống tự nhiên của chúng là vùng đất ẩm có cây bụi nhiệt đới hoặc cận nhiệt đới, đầm nước ngọt, đầm nước ngọt có nước theo mùa, đất có tưới tiêu, và đất nông nghiệp có lụt theo mùa.